# Ginnastica Artistica Lissonese
La Ginnastica Artistica Lissonese, o "GAL Lissone", è una società sportiva italiana di ginnastica, di Lissone. Attualmente compete nei campionati di Artistica maschile, Artistica femminile, Ginnastica per tutti. Al tempo del primo scudetto in Serie A, la società annoverava un'ottantina di ginnaste; oggi è la società ginnica più grande di Lissone, con circa 1070 atlete tra le varie categorie.
La GAL è l'unica squadra di ginnastica che ha partecipato a tutte le edizioni del Campionato nazionale a squadre di Serie A dopo la sua istituzione, tra l'altro senza mai classificarsi oltre la terza posizione.

## Storia
La GAL è stata fondata il 28 agosto 1979 da Walter Consonni e Costanza De Vito. La prima squadra che essi allenavano era composta da Barbara Gaggio, Cristina Pozzan, Monica Monticelli, Ilaria Mariani, Marisa Cagnola. Tra le prime atlete della GAL vi è stata anche Claudia Ferrè, proveniente dalla Pro Lissone insieme ad altre ginnaste.
Nel 1989 è stato eletto presidente della società Roberto Meloni, come successore di Giovanni Fumagalli. In quella stagione la GAL ha vinto il primo scudetto di Serie A; la squadra era capitanata da Giulia Volpi.
Negli anni successivi la GAL ha conquistato titoli di Serie A, ogni anno tra il 1992 ed il 1997, e nuovamente nel 2001 e 2002. Il successivo titolo nazionale è giunto dopo 9 anni, nel 2011; vittoria che è stata capace di replicare nei due anni successivi, raggiungendo quota 12 scudetti, prima società in Italia a raggiungere un tale traguardo.
Il palmarès societario annovera anche titoli regionali, interregionali e nazionali junior e senior.
Nel 2001, dopo aver vinto la scudetto, la GAL ha conquistato anche la Coppa Europa di Club, a Nantes, la prima competizione europea a squadre della ginnastica artistica.

### Il dodicesimo scudetto
Sabato 6 aprile 2013 la GAL ha conquistato il dodicesimo scudetto, il terzo consecutivo.

Il Campionato di serie A 2013 è cominciato ad Ancona, e la GAL ha subito conquistato la prima vittoria. Nella seconda giornata la Brixia ha strappato la vittoria alla GAL, ma nelle prove di Bari e Firenze la GAL ha conquistato e mantenuto la testa della classifica, terminata con 97 punti, sopra gli 85 della Brixia e gli 80 della Olos Gym 2000.

## Sede e palestre
Le società di ginnastica lissonesi non hanno una palestra propria ma condividono la Palestra Comunale di Lissone.

## Titoli nazionali
| Categoria | Città della finale | Anno      | Ginnaste |
| --------- | ------------------ | --------- | --- |
| Serie A1  | Firenze            | 2013      | Carlotta Ferlito, Elisabetta Preziosa, Elisa Meneghini, Alessia Praz, Sara Barri, Emily Armi                                                  |
| Serie A1  | Padova             | 2012      | Carlotta Ferlito, Elisabetta Preziosa, Elisa Meneghini, Laura Guatelli, Vasilikī Millousī, Martina Lombini Casadio                            |
| Serie A1  | Firenze            | 2011      | Carlotta Ferlito, Elisabetta Preziosa, Alessia Praz, Elisa Meneghini, Anna Plebani, Alessia Scantamburlo                                      |
| Serie A1  | Civitavecchia      | 2002      | Ilaria Colombo, Cristina Cavalli, Federica Rivolta, Martina Buzio                                                                             |
| Serie A1  | Nettuno            | 2001      | Ilaria Colombo, Cristina Cavalli, Federica Rivolta, Natalia Sirobaba                                                                          |
| Serie A1  | Fano               | 1996/1997 | Ilenia Meneghesso, Tania Rebagliati, Maria Papale, Federica Spadone, Sara Modugno, Alessandra Brambilla, Maria Olaru                          |
| Serie A   | Novara             | 1995/1996 | Ilenia Meneghesso, Tania Rebagliati, Maria Papale, Alessandra Brambilla, Michela De Capitani, Simona Amânar                                   |
| Serie A   | Lissone            | 1994/1995 | Ilenia Meneghesso, Tania Rebagliati, Simona Fratus, Francesca Ambrosini, Maria Papale, Roberta Besana, Michela De Capitani, Daniela Maranduca |
| Serie A   | Milano             | 1993/1994 | Ilenia Meneghesso, Tania Rebagliati, Simona Fratus, Francesca Ambrosini, Roberta Besana, Daniela Maranduca                                    |
| Serie A   | Ancona             | 1992/1993 | Ilenia Meneghesso, Simona Fratus, Francesca Ambrosini, Roberta Besana, Elena Pardini, Cristina Bontas                                         |
| Serie A   | Fano               | 1991/1992 | Clara Viviani, Francesca Ambrosini, Roberta Besana, Simona Fratus, Silvia Lamera, Ilenia Meneghesso                                           |
| Serie A   | Fano               | 1989/1990 | Melaika Bianco, Clara Viviani, Lucia Piazza, Katia Brivio, Claudia Ferrè                                                                      |
| Serie B   | Lissone            | 1987/1988 | |
| Allieve   | Chianciano         | 1985/1986 | |

## Onorificenze
- Stella di bronzo al merito sportivo
- Medaglia d'oro al merito sportivo Città di Lissone 1992

## La GAL Gym Team Lixonum
La GAL ha una squadra "sorella", la Gal Gym Team Lixonum, che ha anche partecipato alla Serie A. È una nuova società che ha già accumulato vittorie nei Campionati Nazionali di Categoria ed alcuni titoli regionali.